# لوبوش كوهوتك
لوبوش كوهوتك (مواليد 29 يناير 1935) هو فلكي تشيكي، أكتشف مذنب كوهوتك في عام 1973.